# Helena (Nowy Sącz)
Helena – osiedle w Nowym Sączu, obejmujące teren miasta położone na zachodnim brzegu Dunajca. Głównymi ulicami są Krakowska, Dunajcowa, Lachów Sądeckich, Papieska oraz Starowiejska. Na terenie osiedla znajduje się zabytkowy kościół pw. św. Heleny, a także kościół pw. Św. Krzyża. Jest to osiedle domków jednorodzinnych.
Nazwa osiedla pochodzi od kościoła pw. św. Heleny z XVII wieku. Do 1942 r. było to przedmieście Nowego Sącza administracyjnie należące do gminy Chełmiec. W 1951 r. zostało włączone do Nowego Sącza.